# Vandenboschia collariata
Vandenboschia collariata är en hinnbräkenväxtart som först beskrevs av V. d. Bosch, och fick sitt nu gällande namn av Ebihara och K. Iwats. Vandenboschia collariata ingår i släktet Vandenboschia och familjen Hymenophyllaceae. Inga underarter finns listade.